# Stade Metalurh (Donetsk)
Le stade Metalurh (en ukrainien : Стадіон Металург) est un stade de football situé à Donetsk dans l'oblast de Donetsk en Ukraine. Il est utilisé par le Metalurg Donetsk et peut accueillir 5 094 personnes.

## Événements
- Championnat d'Europe de football des moins de 19 ans 2009

## Galerie

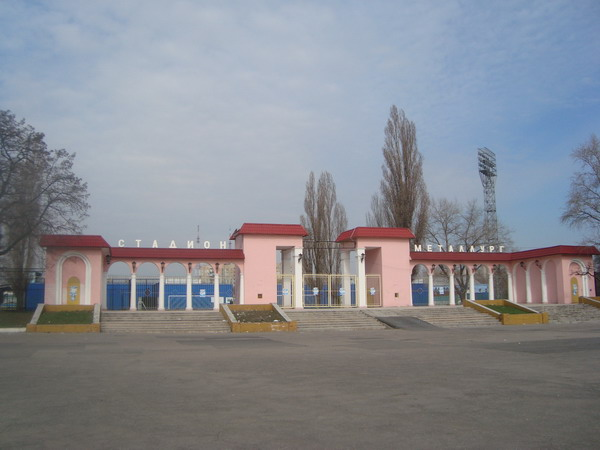